# Красная Заря (Воронежская область)
Красная Заря — посёлок в Грибановском районе Воронежской области.
Входит в состав Малоалабухского сельского поселения.

## География

### Улицы
- ул. Красная.

## Население
| 2010 |
| ---- |
| 18   |